# Ministerio de Vivienda (España)
El Ministerio de Vivienda y Agenda Urbana de España es el departamento de la Administración General del Estado responsable de las políticas del Gobierno de la Nación en relación con el acceso a la vivienda, agenda urbana, edificación, urbanismo, suelo y arquitectura.
El departamento fue creado por primera vez tras la aprobación de la Ley del Suelo en el año 1957, asumiendo las competencias de urbanismo (Dirección General de Arquitectura y Urbanismo) que anteriormente dependían del Ministerio de la Gobernación. Suprimido en 1977, se volvió a restablecer en la VIII legislatura, siendo presidente del Gobierno José Luis Rodríguez Zapatero, con la finalidad de garantizar a todos los ciudadanos el acceso a una vivienda de calidad. En 2010 se volvió a suprimir y, en 2023, Pedro Sánchez lo restableció bajo el nombre de «Ministerio de Vivienda y Agenda Urbana».
Su titular es, desde el 21 de noviembre de 2023, Isabel Rodríguez García quien, entre 2021 y 2023 había sido ministra de Política Territorial y portavoz del Gobierno.

## Historia

### Orígenes

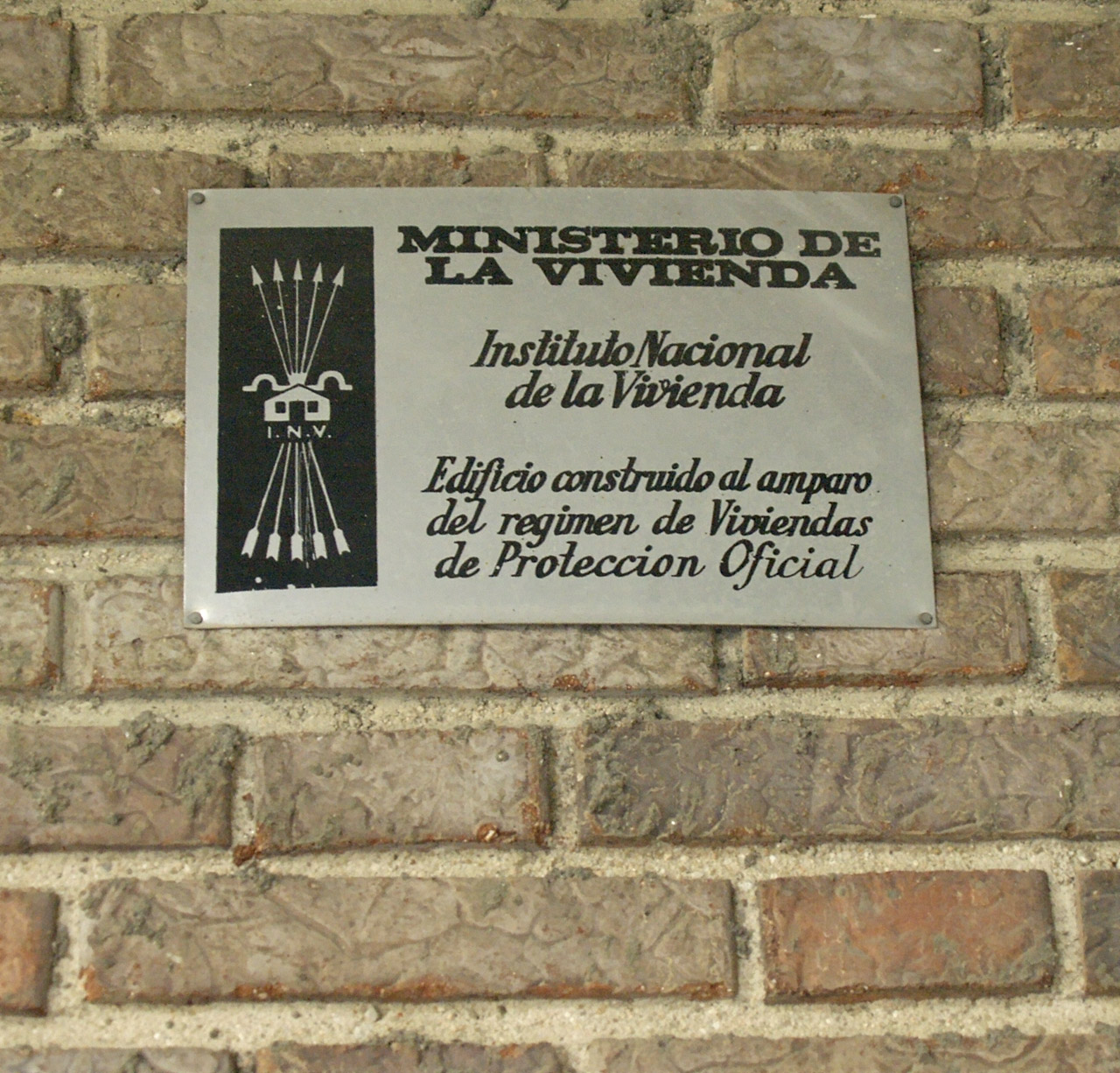
Placa del Ministerio de la Vivienda en un piso de protección oficial en Madrid.

El ministerio fue creado durante la dictadura de Francisco Franco, al frente del cual estuvo inicialmente José Luis Arrese, anteriormente secretario general del Movimiento. Así, en el año 1957, por Decreto-Ley de 25 de febrero, se creó el Ministerio de la Vivienda como departamento encargado de llevar a cabo la acción administrativa en materia de vivienda, arquitectura y urbanismo, agrupando los diversos organismos ya existentes como la Dirección General de Regiones Devastadas, la Dirección General de Arquitectura y Urbanismo, el Instituto Nacional de la Vivienda o la Obra Sindical del Hogar.
En el momento de su creación constaba de una Subsecretaría y dos direcciones generales: la Dirección General de Vivienda, que incluyó el ya existente Instituto Nacional de la Vivienda, antes integrado en el Ministerio de Trabajo; y la Dirección General de Urbanismo, integrada por los servicios de la Dirección General de Arquitectura y Urbanismo, antes perteneciente al Ministerio de la Gobernación.

#### Obras y actuaciones de la primera etapa
La Subsecretaría de Inspección General, instalada en el ala sur del edificio de Nuevos Ministerios, ya terminado, estructuró el régimen de personal, funcionamiento y organización. Atendía a las Delegaciones Provinciales, Servicio de Recursos, Asesoría Jurídica, Económica y Asuntos Sociales. La Secretaría General Técnica era el órgano permanente de asesoramiento, ocupado de la documentación, estudios, informes, estadística, publicaciones, etc.
La Dirección General de Arquitectura, Economía y Técnica de la Construcción inició una red de laboratorios de ensayo y pruebas de materiales y como heredera de la labor de reconstrucción que tuvo a cargo la extinguida Dirección general de Regiones Devastadas, se ocupó de la reconstrucción de lugares siniestrados: en octubre de 1957 la gran riada de Valencia asoló la ciudad de Valencia. En enero de 1959 la rotura de una presa provoca la casi completa destrucción de Ribadelago a orillas del lago de Sanabria; este departamento reconstruyó el pueblo en un nuevo emplazamiento, con un centenar de viviendas, iglesia, escuela, centro cívico y comercial, etc.
A esta dirección también le correspondió la restauración, cuidado y mantenimiento de monumentos y lugares artísticos. Pueden citarse, entre las más conocidas Palacio Gelmírez en Santiago de Compostela, Monasterio del Paular y la urbanización de las plazas mayores de Madrigal de las Altas Torres, Peñaranda de Duero, Tembleque, Almagro y Sos del Rey Católico.

### Segunda etapa
El Ministerio de Vivienda de la segunda etapa fue creado por Real Decreto 553/2004, de 17 de abril, como departamento responsable de ejercer las competencias que, conforme a lo establecido en el artículo 149.1 de la Constitución española de 1978, correspondían a la Administración General del Estado en materia de vivienda y suelo.

#### Políticas y actuaciones desarrolladas
El objetivo primero del Ministerio de Vivienda fue favorecer el acceso de todos los ciudadanos a una vivienda adecuada, dentro de una ciudad cohesionada socialmente, más eficiente económicamente y más respetuosa con el medio ambiente. Desde este Ministerio se lanzaron un gran número de propuestas que tuvieron una gran repercusión mediática, como la Ley de Suelo de 2007, que dio después lugar al Texto Refundido de la Ley de Suelo de 2008, la Renta Básica de Emancipación, una ayuda de 210 euros mensuales para pagar el alquiler dirigida los jóvenes de entre 22 y 30 años, la campaña KeliFinder, que costó 140 000 euros en su momento y fue duramente criticada, o la creación de la Sociedad Pública de Alquiler, de un funcionamiento y efectividad cuestionados tras varios años de existencia, cuya liquidación se concluyó en 2018 con un coste de 54,17 millones de euros para las arcas públicas.
El 12 de diciembre de 2008 el Consejo de Ministros aprobó el Plan Estatal de Vivienda y Rehabilitación 2009-2012 consensuado por el Ministerio con todas las comunidades autónomas y que previó beneficiar a un millón de familias, no sólo las que tenían más dificultades, sino también de rentas medias, al tiempo que buscó aprovechar el excedente de vivienda libre para ampliar el parque público al servicio de la población.
La baja efectividad y escasas competencias que acabó teniendo el Ministerio de la Vivienda, junto con la crisis económica, obligó al Gobierno a eliminar este Ministerio en el año 2010, para ser reconvertido en una Secretaría de Estado dependiente del Ministerio de Fomento, al igual que sucedió con el polémico Ministerio de Igualdad, también creado por impulso de José Luis Rodríguez Zapatero.
Este departamento se organizó de forma similar a su primera etapa, destacando órganos nuevos como una Secretaría General de Vivienda, y de este dependían dos empresas públicas: la Entidad Pública Empresarial de Suelo (SEPES) y la Sociedad Pública de Alquiler (SPA).

### Tercera etapa
Por Real Decreto 829/2023, de 20 de noviembre, el presidente del Gobierno, Pedro Sánchez, restableció el departamento, ahora llamado Ministerio de Vivienda y Agenda Urbana. Se estructuró mediante una Secretaría de Estado de Vivienda, de la que dependían la Secretaría General de Agenda Urbana, Vivienda y Arquitectura y tres direcciones generales, así como una Subsecretaría.
Las primeras medidas que se tomaron durante esta etapa fueron la puesta en marcha de un nuevo museo nacional, la Casa de la Arquitectura, el establecimiento de un índice de precios de alquiler (SERPAVI) y la declaración de zonas tensionadas para la aplicación de mecanismos de contención de precios e impulso de la oferta.
Posteriormente, en el año 2025 se estableció un PERTE para la Industralización de la Vivienda, al objeto de mejorar los tiempos de construcción de vivienda, principalmente mediante el fomento de la vivienda prefabricada, así como impulsar medidas de mejora de la arquitectura y sostenibilidad.

## Estructura

Organigrama del Ministerio de Vivienda y Agenda Urbana. Febrero de 2024.

El Ministerio de Vivienda y Agenda Urbana se estructura a través de los siguientes órganos:
- La Secretaría de Estado de Vivienda y Agenda Urbana.
  - La Secretaría General de Agenda Urbana, Vivienda y Arquitectura.
    - La Dirección General de Agenda Urbana y Arquitectura.
      - La Subdirección General de Políticas Urbanas.
      - La Subdirección General de Arquitectura y Edificación.

    - La Dirección General de Vivienda y Suelo.
      - La Subdirección General de Política y Ayudas a la Vivienda.
      - La Subdirección General de Suelo, Información y Evaluación.

    - La Dirección General de Planificación y Evaluación.
      - La Subdirección General de Planificación y Evaluación.
- La Subsecretaría de Vivienda y Agenda Urbana.
  - La Secretaría General Técnica.
    - La Vicesecretaría General Técnica.
    - La Subdirección General de Recursos, Publicaciones y Documentación.

  - La Subdirección General de Coordinación Económica y de Servicios.
  - La Subdirección General de Asuntos Generales y Contratación.
  - La Subdirección General de Recursos Humanos e Inspección de Servicios.

Como órgano de apoyo político y técnico a la persona titular del Ministerio existe un Gabinete, con nivel orgánico de Dirección General.

### Adscripciones
- La Entidad Pública Empresarial de Suelo (SEPES).
- La Casa de la Arquitectura.

## Titular

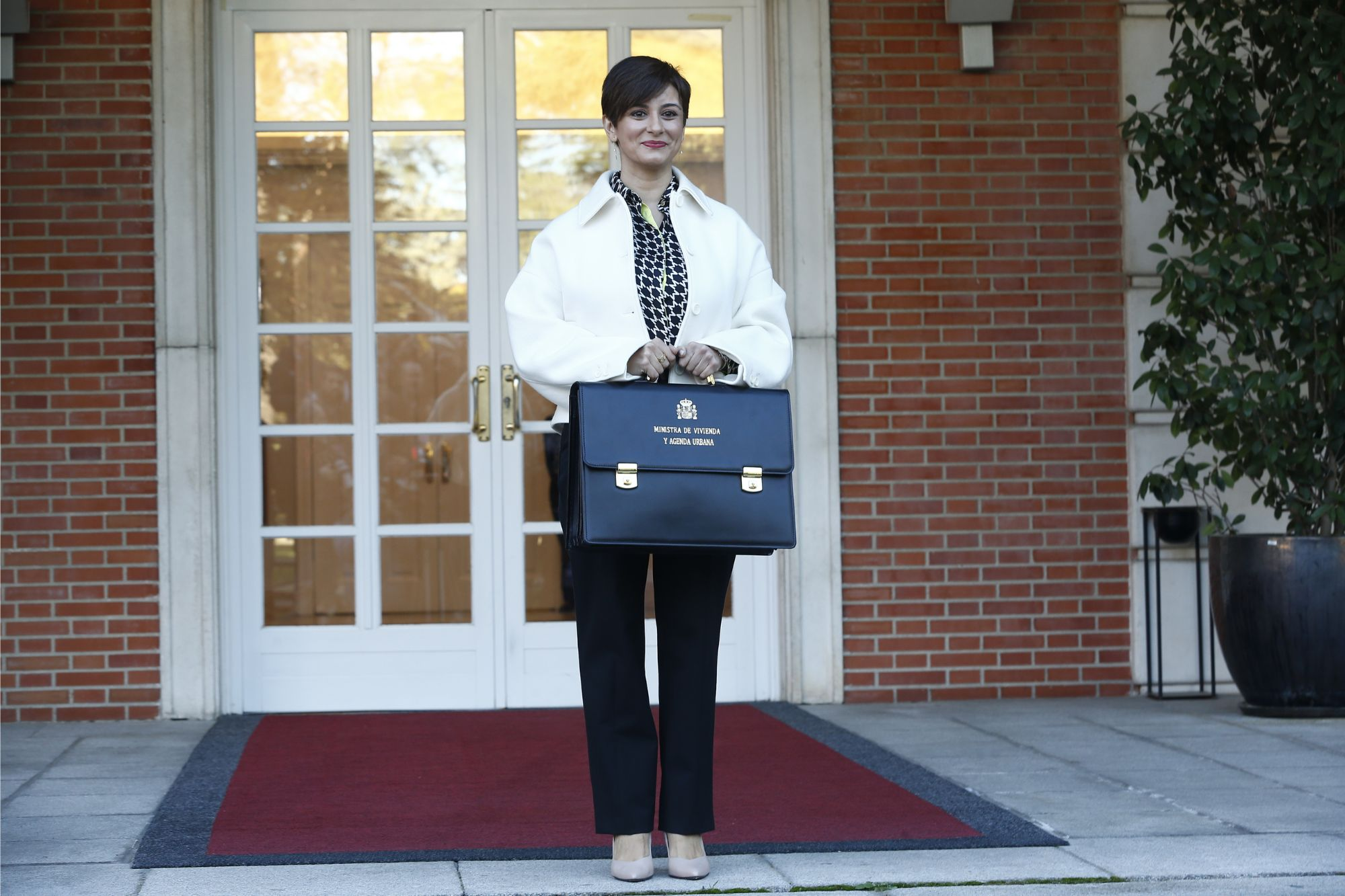
Isabel Rodríguez, ministra de Vivienda y Agenda Urbana desde 2023.

El ministro de la Vivienda, ministro de Vivienda o, desde 2023, ministro de Vivienda y Agenda Urbana, es un alto cargo del Gobierno de España que históricamente ha tenido competencias en el ámbito de la construcción de vivienda pública, regulación del mercado de la vivienda y el alquiler así como en urbanismo, arquitectura y suelo.
Desde que fuere creado por primera vez en 1957 por Francisco Franco, ha existido en tres etapas diferentes. La primera, durante la dictadura de Francisco Franco (1957-1975) y la transición democrática (1976-1977). Posteriormente, ya bajo la Constitución española de 1978, en 2004 se restableció bajo el primer gobierno de José Luis Rodríguez Zapatero, que lo suprimió de nuevo en 2010. Trece años después, el presidente Pedro Sánchez lo recuperó para su tercer gobierno.
En estos 68 años de historia, diez personas han ostentado la titularidad de la cartera. Además de estas, Pedro Gual Villalbí, ministro sin cartera, asumió las funciones de forma interina durante poco más de un mes en 1960. El ministro que más tiempo ocupó el cargo fue el Marqués de Paterna del Campo, ministro durante 9 años y 6 meses entre 1960 y 1969. El que menos, sin contar a Gual Villalbí, fue José Utrera Molina, que desempeñó el cargo durante 6 meses en el breve Gobierno de Luis Carrero Blanco.
La actual ministra de Vivienda y Agenda Urbana es, desde su toma de posesión el 21 de noviembre de 2023, Isabel Rodríguez García, que anteriormente se desempeñó como ministra de Política Territorial y portavoz del Gobierno entre 2021 y 2023.

### Lista de ministros
| Imagen                                  | Nombre (nac.-fall.)                                                         | Mandato                 | Mandato                 | Mandato           | Partido | Partido             | Presidente del Gobierno (Mandato)        | Jefe del Estado              | Ref.          |
| Imagen                                  | Nombre (nac.-fall.)                                                         | Nombramiento            | Cese                    | Duración          | Partido | Partido             | Presidente del Gobierno (Mandato)        | Jefe del Estado              | Ref.          |
| --------------------------------------- | --------------------------------------------------------------------------- | ----------------------- | ----------------------- | ----------------- | ------- | ------------------- | ---------------------------------------- | ---------------------------- | ------------- |
| Ministro de la Vivienda                 |                                                                             |                         |                         |                   |         |                     |                                          |                              |               |
|                                         | José Luis Arrese (1905-1986)                                                | 25 de febrero de 1957   | 17 de marzo de 1960     | 3 años y 21 días  |         | Movimiento Nacional | Francisco Franco (1939-1975)             | Francisco Franco (1939-1975) | [ 15 ] [ 16 ] |
|                                         | Pedro Gual Villalbí (1885-1968)                                             | 17 de marzo de 1960     | 20 de abril de 1960     | 34 días           |         | Movimiento Nacional | Francisco Franco (1939-1975)             | Francisco Franco (1939-1975) | [ 16 ]        |
| Ministro de la Vivienda en funciones    |                                                                             | 17 de marzo de 1960     | 20 de abril de 1960     | 34 días           |         | Movimiento Nacional | Francisco Franco (1939-1975)             | Francisco Franco (1939-1975) | [ 16 ]        |
|                                         | José María Martínez Sánchez-Arjona Marqués de Paterna del Campo (1905-1977) | 20 de abril de 1960     | 29 de octubre de 1969   | 9 años y 192 días |         | Movimiento Nacional | Francisco Franco (1939-1975)             | Francisco Franco (1939-1975) | [ 17 ] [ 18 ] |
|                                         | Vicente Mortes Alfonso (1921-1991)                                          | 29 de octubre de 1969   | 11 de junio de 1973     | 3 años y 225 días |         | Movimiento Nacional | Francisco Franco (1939-1975)             | Francisco Franco (1939-1975) | [ 19 ]        |
|                                         | José Utrera Molina (1926-2017)                                              | 11 de junio de 1973     | 3 de enero de 1974      | 206 días          |         | Movimiento Nacional | Luis Carrero Blanco                      | Francisco Franco (1939-1975) | [ 20 ]        |
|                                         | Luis Rodríguez de Miguel (1910-1982)                                        | 3 de enero de 1974      | 11 de diciembre de 1975 | 1 año y 342 días  |         | Movimiento Nacional | Carlos Arias Navarro                     | Francisco Franco (1939-1975) | [ 21 ] [ 22 ] |
|                                         | Francisco Lozano Vicente (1922-2006)                                        | 11 de diciembre de 1975 | 4 de julio de 1977      | 1 año y 205 días  |         | Movimiento Nacional | Carlos Arias Navarro                     | Juan Carlos I (1975-2014)    | [ 22 ] [ 23 ] |
| Adolfo Suárez                           | Francisco Lozano Vicente (1922-2006)                                        | 11 de diciembre de 1975 | 4 de julio de 1977      | 1 año y 205 días  |         | Movimiento Nacional |                                          | Juan Carlos I (1975-2014)    | [ 22 ] [ 23 ] |
| Cargo suprimido durante este intervalo. |                                                                             |                         |                         |                   |         |                     |                                          | Juan Carlos I (1975-2014)    |               |
|                                         | María Antonia Trujillo (1960-)                                              | 17 de abril de 2004     | 6 de julio de 2007      | 3 años y 80 días  |         | PSOE                | José Luis Rodríguez Zapatero (2004-2011) | Juan Carlos I (1975-2014)    | [ 25 ] [ 26 ] |
|                                         | Carme Chacón (1971-2017)                                                    | 6 de julio de 2007      | 12 de abril de 2008     | 281 días          |         | PSOE                | José Luis Rodríguez Zapatero (2004-2011) | Juan Carlos I (1975-2014)    | [ 27 ]        |
|                                         | Beatriz Corredor (1968-)                                                    | 12 de abril de 2008     | 20 de octubre de 2010   | 2 años y 191 días |         | PSOE                | José Luis Rodríguez Zapatero (2004-2011) | Juan Carlos I (1975-2014)    | [ 28 ] [ 29 ] |
| Cargo suprimido durante este intervalo. |                                                                             |                         |                         |                   |         |                     |                                          |                              |               |
| Ministro de Vivienda y Agenda Urbana    |                                                                             |                         |                         |                   |         |                     |                                          |                              |               |
|                                         | Isabel Rodríguez García (1981-)                                             | 20 de noviembre de 2023 | En el cargo             | 1 año y 249 días  |         | PSOE                | Pedro Sánchez (2018-presente)            | Felipe VI (2014-presente)    | [ 31 ]        |

### Otros altos cargos

#### Lista de secretarios de Estado
- Beatriz Corredor (2010-2011)[32]
- Francisco David Lucas Parrón (2023-)[33]

#### Lista de subsecretarios
| Nombre                                 | Cuerpo de funcionarios                                | Año de nacimiento | Fecha de nombramiento   |
| -------------------------------------- | ----------------------------------------------------- | ----------------- | ----------------------- |
| Joaquín Reguera Sevilla                |                                                       |                   | 27 de febrero de 1957   |
| Blas Tello y Fernández Caballero       | Cuerpo de Magistrados de Trabajo                      | 1908              | 6 de mayo de 1960       |
| Francisco Javier Traver y Aguilar      |                                                       |                   | 7 de noviembre de 1969  |
| Antonio de Leyva y Andía               |                                                       |                   | 8 de octubre de 1971    |
| Antonio José García-Rodríguez Acosta   |                                                       | 1921              | 22 de junio de 1973     |
| Fernando Dancausa de Miguel            |                                                       | 1921              | 2 de febrero de 1974    |
| Ignacio Bayón Mariné                   | Cuerpo de Letrado de las Cortes Generales             | 1944              | 19 de diciembre de 1975 |
| Javier Mauleón Álvarez de Linera       | Magistrado                                            | 1949              | 19 de abril de 2004     |
| Mercedes Elvira del Palacio Tascón     | Cuerpo Superior de Administradores Civiles del Estado | 1958              | 8 de octubre de 2004    |
| Fernando Magro Fernández               | Químico                                               | 1945              | 2 de marzo de 2007      |
| Marcos Vaquer Caballería               | Profesor universitario                                | 1967              | 18 de abril de 2008     |
| María de los Llanos Castellanos Garijo | Cuerpo de Letrados de Administración Local            | 1969              | 28 de noviembre de 2023 |

#### Lista de directores generales
- Dirección de Gabinete del Ministro
  - Laura Sánchez Espada (2025- )
  - Eva María Cuesta Cano (2023-2025)
  - Anunciación Romero González (2010)
  - Álvaro Muñoz Guillén (2010)
  - Caridad Batalla Junco (2009-2010)
  - Nicolás Mateos Queiruga (2008)
  - Luis Arroyo Martínez (2007-2008)
  - María Josefa López González (2005-2007)
  - Enrique Álvarez González (2004-2005)
- Dirección General de Agenda Urbana y Arquitectura
  - María Teresa Verdú Martínez (2023- )
  - Nuria Matarredona Desantes (2023) (*)
  - José Ignacio Carnicero Alonso-Colmenares (2020-2023) (*)
  - Francisco Borja Carreras-Moysi Carles-Tolra (1993-1996) (*)
- Dirección General de Vivienda y Suelo
  - Francisco Javier Martín Ramiro (2020- ) (*)
- Dirección General de Arquitectura, Vivienda y Suelo (*)
  - Francisco Javier Martín Ramiro (2018-2020)
  - Antonio Aguilar Mediavilla (2017-2018)
  - Juan Van-Halen Rodríguez (2014-2016)
  - Pilar Martínez López (2011-2014)
- Dirección General de Arquitectura y Política de Vivienda
  - Cristina Thomas Hernández (2010-2011) (*)
  - Ana de los Ángeles Marín Andréu (2010)
  - Anunciación Romero González (2008-2010)
  - Ángel Rafael Pacheco Rubio (2004-2008)
- Dirección General de Suelo y Políticas Urbanas
  - Félix Arias Goytre (2010-2011)
  - María Rosario Alonso Ibáñez (2008-2010)
- Dirección General de Urbanismo y Política de Suelo (*)
  - Marcos Vaquer Caballería (2004-2008)
- Dirección General de la Vivienda, la Arquitectura y el Urbanismo (*)
  - Fernando Nasarre y de Goicoechea (1996-2004)
- Dirección General para la Vivienda y Arquitectura (**)
  - Mariano de Diego Nafría (1988-1991)
  - Alberto Valdivieso Cañas (1987-1988)
- Dirección General de la Vivienda (**)
  - José Luis González-Haba González (1985-1987)
- Dirección General de Arquitectura y Edificación (**)
  - Manuel de las Casas Gómez (1986-1987)
  - Antonio Vázquez de Castro Sarmiento (1985-1986)
- Dirección General de Arquitectura y Vivienda (**)
  - Antonio Vázquez de Castro Sarmiento (1982-1985)
  - Juan Arturo Guerrero Aroca (1982)
  - Antonio Vallejo Acevedo (1976-1982)
- Dirección General de Política Territorial y Urbanismo (*)
  - Antonio Serrano Rodríguez (1992-1993)
- Dirección del Instituto del Territorio y Urbanismo (**)
  - Antonio Serrano Rodríguez (1991-1992)
  - Ángel Menéndez Rexach (1987-1991)
  - Juan Ignacio Zumárraga Zunzunegui (1985-1987)
- Dirección General de Acción Territorial y Urbanismo (**)
  - Juan Ignacio Zumárraga Zunzunegui (1984-1985)
  - Damián Queró Castanys (1982-1984)
  - Francisco Perales Madueño (1981-1982)
  - Luis María Enríquez de Salamanca Navarro (1980-1981)
  - José María Fluxá Ceva (1979-1980)
- Dirección General de Urbanismo (**)
  - Bernardo Ynzenga Acha (1978-1979)
  - Carlos García Maura (1977-1978)
- Dirección General de Ordenación y Acción Territorial (**)
  - José María Fluxá Ceva (1978-1979)
- Dirección General de Planificación y Evaluación 
  - Ana Berenguer Jiménez (2024- )
- Secretaría General Técnica
  - Pablo Torres Paniagua (2023- )
  - Cristina Thomas Hernández (2008-2010)
  - Juan Francisco Pozo Mesón (2007-2008)
  - Javier García Fernández (2004-2007)

(*) En el Ministerio de Fomento
(**) El el Ministerio  de Obras Públicas y Urbanismo

## Presupuesto
De acuerdo con los presupuestos del año 2023, prorrogados para el ejercicio 2024, el Departamento de Vivienda y Agenda Urbana tiene un presupuesto total consolidado de 3481 millones de euros.
En su presupuesto ordinario, el Ministerio cuenta con 1.001 millones de euros, siendo el principal programa el Programa 261N «Promoción, administración y ayudas para rehabilitación y acceso a vivienda», dotado con 959,5 millones de euros, que financia parte de las políticas de la Dirección General de Vivienda y Suelo.
Al presupuesto ordinario del Departamento hay que añadir más de 2480 millones de euros de fondos europeos destinados a sufragar programas relacionados con la rehabilitación y recuperación de entornos residenciales y la construcción de vivienda pública.

### Auditoría
Las cuentas del Ministerio, así como de sus organismos adscritos, son auditadas de forma interna por la Intervención General de la Administración del Estado (IGAE), a través de una Intervención Delegada en el propio Departamento. De forma externa, es el Tribunal de Cuentas el responsable de auditar el gasto.
De forma externa, es el Tribunal de Cuentas el responsable de auditar el gasto.